# Carmen Cortez
Carmen Elizabeth Juanita Echo Sky Brava Cortez è uno dei personaggi principali della quadrilogia di film Spy Kids di cui il primo film è uscito nel 2001.
Il personaggio è interpretato da Alexa Vega, che nella versione italiana è doppiata da Letizia Ciampa.

## Il personaggio
Carmen Cortez è una ragazza di quindici anni che vive in America con la famiglia, principalmente formata dai genitori Ingrid e Gregorio, il fratellino Juni Cortez, lo zio Machete e i nonni materni.
Ha gli occhi castani e i capelli mossi e bruni; caratterialmente è determinata, sicura di sé, estroversa e piuttosto spigliata. Se necessario si rivela autoritaria e ha spirito d'iniziativa.
All'inizio del primo film della quatrilogia Carmen nutre sentimenti di avversione nei confronti del fratello, che verranno però superati per far posto a una nuova complicità nel corso delle avventure.
Inoltre viene presentata come una ragazza piuttosto ribelle, che spesso marina la scuola per allontanarsi dalla sua famiglia, che sopporta a malapena.
Nel corso del film svilupperà però un senso molto forte della famiglia e di fedeltà nei suoi confronti, riconoscendo e superando inconsciamente i suoi passati errori.
Nel secondo film, lei e Juni fanno parte ormai da tempo dell'associazione OSS, società di spionaggio di cui fanno parte anche i genitori.
Nel team si trovano anche i due fratelli Gary e Gerty Giggles, "avversari" dei protagonisti. Carmen però si innamora di Gary, illudendosi di poter cambiare la natura falsa e arrogante del ragazzo.
Juni tenta più volte di aprirle gli occhi, senza alcun risultato se non nel finale del film.
Anche se all'inizio della vicenda la rivalità con Gerty viene messa in evidenza, nel finale le due ragazze faranno amicizia e diventeranno alleate.
Nel terzo film Carmen, che lavora ancora per l'OSS, è prigioniera all'interno di un videogioco e del potente e crudele Giocattolaio; solo l'intervento di Juni riuscirà a portare a termine vittoriosamente la missione.
Nel quarto e ultimo film Carmen è ormai cresciuta e lavora nell'OSS Divisione Adulti e aiuta due nuovi Spy Kids a salvare la loro madre, Marissa, che è anche sua zia.